# Nøgen (film)
|  | Denne artikel er oprettet af botten Steenthbot ud fra en ekstern database. Den kan derfor have sproglige fejl eller mangler. Denne skabelon kan fjernes efter kontrol af indholdet. |

Nøgen er en dansk kortfilm fra 1992 instrueret af Niels Arden Oplev og efter manuskript af Per Holmen Jensen og Niels Arden Oplev.

## Handling
Novellefilm. En fyr drømmer om den store kærlighed, og pludselig møder han hende, men er bange for at hans drømmebillede af den elskede vil krakelere, hvis han kommer for tæt på.

## Medvirkende
- Iben Hjejle
- Mads Kristensen
- Henrik Larsen
- Mads Keiser
- Solbjørg Højfeldt
- Pernille Grumme